# Leduc 0.22
Die Leduc 0.22 war der Prototyp eines Mach-2-Kampfjets, der in Frankreich im Jahr 1956 gebaut wurde.

## Entwurf
Die Leduc 0.22 war der erste Versuch einer praktischen Anwendung der Staustrahltriebwerk-Technologie, die mit den Versuchsflugzeugen Leduc 0.10 und Leduc 0.21 entwickelt worden war. Im Gegensatz zu den vorhergehenden Flugzeugentwürfen besaß die Leduc 0.22 gepfeilte Flügel und ein koaxiales Turbojet-Staustrahltriebwerk. Damit war ein Start ohne fremde Hilfe möglich.

## Geschichte
Der Erstflug fand am 26. Dezember 1956 statt. Angetrieben wurde die Maschine noch durch ein herkömmliches Düsentriebwerk. Das Staustrahltriebwerk wurde erstmals am 18. Mai 1957 während des 34. Fluges gezündet. Weitere 80 Flüge fanden statt, bevor das Projekt zugunsten der konventionelleren Dassault Mirage III aufgegeben wurde. Ein zweiter Prototyp war bereits im Bau.
Die als Überschall-Kampfjet entworfene Leduc 0.22 erwies sich aufgrund des erzeugten Luftwiderstands und ihres nicht nach der Flächenregel konstruierten Rumpfes als unfähig, die Schallgeschwindigkeit von Mach 1 zu überschreiten. Die Annullierung des Projektes markierte das Ende der Flugzeugentwicklungen von René Leduc.
Die Leduc 0.22 ist im Musée de l’air et de l’espace in Le Bourget ausgestellt.

## Technische Daten
- Besatzung: 1
- Länge: 18,21 m
- Spannweite: 9,95 m
- Flügelfläche: 22,1 m² (238 ft²)
- Leergewicht: 6380 kg
- Bruttogewicht: 8.995 kg
- Triebwerk: 1 × Leduc Staustrahltriebwerk, 63,7 kN Schub

1 × SNECMA Atar 101D-3, 31,4 kN Schub
- Höchstgeschwindigkeit: 1.200 km/h

## Referenzen
- Tony Buttler, Jean-Louis Delezenne: X-Planes of Europe. Hikoki Publications, Manchester 2012, ISBN 978-1-902109-21-3 (englisch).
- Michael J. H. Taylor: Jane’s Encyclopedia of Aviation. Studio Editions, London 1989, S. 750 (englisch).
- World Aircraft Information Files. Bright Star Publishing, London, S. File 900 Sheet 05 (englisch).